# Correlazione (linguistica)
In linguistica, con correlazione si indica il rapporto di interdipendenza tra due elementi frasali, detti correlativi, che instaurano un collegamento a distanza tra due periodi in paratassi.
In italiano si hanno congiunzioni correlative come sia... che..., pronomi correlativi come l'uno... l'altro...